# Darlene
Darlene är en låt av Led Zeppelin på albumet Coda från 1982. Låten är skriven av Robert Plant, Jimmy Page, John Paul Jones och John Bonham. Låten skrevs 1978 till skivan In Through the Out Door, men valdes bort. När en skiva med outgivet material skulle ges ut två år efter John Bonhams död användes låten. Led Zeppelin spelade aldrig Darlene live.